# Sud de Bahia
 (août 2024).
Si vous disposez d'ouvrages ou d'articles de référence ou si vous connaissez des sites web de qualité traitant du thème abordé ici, merci de compléter l'article en donnant les références utiles à sa vérifiabilité et en les liant à la section « Notes et références ».
Le sud de Bahia est l'une des 7 mésorégions de l'État de Bahia. Elle regroupe 70 municipalités groupées en 3 microrégions.

## Données
La région compte 23 035 772 habitants pour 54 642 km2.

## Microrégions
La mésorégion du sud de Bahia (Sul Baiano en portugais) est subdivisée en 3 microrégions :
- Ilhéus-Itabuna
- Porto Seguro
- Valença